# I Международный кинофестиваль «Зеркало» имени Андрея Тарковского
I Международный кинофестиваль имени Андрея Тарковского «Зеркало». Кинофестиваль был посвящён 75-летию со дня рождения мастера. Проходил с 6 по 13 июля 2007 года в Ивановской области.

## Программы показов фестиваля
1. Конкурс игрового кино
2. Программа документального кино «Отражения…»
3. Программа анимационного кино
4. Программа «Новое Российское Кино»
5. Программа «Тарковский навсегда»
6. Программа «Тарковский без Тарковского. Сокурсники, подопечные.»
7. Программа «Тарковский с нами»
8. Программа «Забытые киноленты» (Госфильмофонд)
9. Программа «Для детей: сказки и не только»
10. Программа «Актриса-весна» (ретроспектива фильмов с участием народной артистки СССР Инны Чуриковой)
11. Программа «Ролан Быков — детям»

## Жюри
- Теодорос Ангелопулос. Председатель жюри, кинорежиссёр (Греция), обладатель призов Канского, Берлинского, Венецианского кинофестивалей.
- Донателла Бальиво. Кинорежиссёр (Италия)
- Миролюб Вуткович. Киновед, программный директор Белградского МКФ.
- Франсуаза Навель. Киновед (Франция).
- Вадим Юсов. Кинооператор (Россия)

## Номинации
- I. Игровое кино
  - Гран-при (Лучший игровой фильм)
  - Приз «За режиссуру»
  - Приз «Лучшая мужская роль»
  - Приз «Лучшая женская роль»

- II. Документальное кино: Диплом участника фестиваля;
- III. Анимационное кино: Диплом участника фестиваля;
- IV. Специальный приз: (присуждается Оргкомитетом фестиваля) — Премия им. А.Тарковского «За выдающийся вклад в мировое киноискусство».
- V. Приз Гильдии киноведов и кинокритиков России.
- VI. Приз экуменического жюри.
- VII. Приз зрительских симпатий.

## Фильмы участники
- «Обретение тишины» — 92 мин. (Индия/Франция)
- «Ловушка» −106 мин. (Сербия/Германия/Венгрия)
- «Воспоминания других» 87 мин. (Франция/Швейцария)
- «Всевидящее око» — 93 мин. (Албания/Германия)
- «Платки» — 98 мин. (Россия)
- «Мама и папа» — 65 мин. (Босния/Герцеговина)
- «Суэли в небесах» — 90 мин. (Бразилия/Португалия)
- «Бумага будет голубой» — 93 мин. (Румыния)
- «Клей» — 110 мин. (Аргентина/Великобритания)
- «Драма/Мекс» — 100 мин. (Мексика)
- «Перевозка арбузов» («Китайский транзит») — 90 мин. (Сербия/Хорватия)
- «Дети» — 93 мин. (Исландия)
- «Путина» — 100 мин. (Россия)
- «Свободная воля» — 163 мин. (Германия)

## Победители
- Гран-При фестиваля (Лучший игровой фильм) — «Драма/Мекс» (реж. и авт. сценария Герардо Нараньо; Мексика)
- Лучшая режиссёрская работа — Срдан Голубович (фильм «Ловушка»; Сербия-Германия-Венгрия)
- Лучшая женская роль присуждена актрисе Сун Мей (фильм «Перевозка арбузов», реж. Бранко Шмидт; Хорватия)
- Лучшая мужская роль присуждена актеру Дарси Улафссону (фильм «Дети», реж. Рагнар Брагасон; Исландия)
- Приз Гильдии киноведов и кинокритиков присужден фильму «Дети» (реж. Рагнар Брагасон; Исландия)
- Приз зрительских симпатий — «Путина» (реж. Валерий Огородников; Россия) (посмертно)
- Приз Президента фестиваля присужден фильму «Ванечка» (реж. Елена Николаева; Россия)
- Приз «За выдающийся вклад в киноискусство» присужден кинооператору Вадиму Юсову.